# Зграда Трговачког дома у Нишу
Зграда Трговачког дома у Нишу саграђена је око 1905. године за потребе Нишке банке, основане 1903. године, а 1922. године припојене београдској Грађанској банци. Зграду је 1929. године на лицитацији купила Нишка трговачка омладина, и тако је зграда постала Дом Нишке трговачке омладине. Просторије зграде коришћене су за школу, библиотеку и читаоницу. Од 1939. године, школски део зграде преузела је Дирекција државних железница, а 1940. године у њу се уселила Пета армијска област.
Једна је од старих грађевина у средишту данашњег савременог града Ниша с почетка 20. века, на основу које се може стећи основни увид у историјат и развој централног градског језгра, и карактеристике архитектонског стваралаштва у Нишу у периоду изградње објекта, његове велике доградње и живота, након ослобођења од Османлија. Од момента изградње па до данашњих дана Зграда Трговачког дома представља једну од најрепрезентативнијих грађевина у Нишу и свакако битан маркер због свог упечатљивог изгледа, на веома атрактивној локацији у Нишу.

## Називи
Зграда је позната као:  Дом Нишке банке  —  Дом Нишке трговачке омладине  - Зграда Дирекција државних железница - Зграда Пете армијске области.

## Заштита
| Назив Непокретног културног добра | Зграда бившег Трговачког дома.                                                               |
| Адреса                            | Улица Милојка Лешјанина, бр. 39                                                              |
| Датум уписа                       | 1. март 994.                                                                                 |
| Редни број у локалном регистру    | СК 178                                                                                       |
| Редни број у централном регистру  | СК 1061                                                                                      |
| Основ за упис у регистар          | На основу одлуке Извршног савета Скупштине општине Ниш Бр. 020-80/83 од 10. маја 1983.године |

## Положај
Зграда Трговачког дома у Нишу је угаона спратна зграда, лоцирана на раскрсници Улица Кнегиње Љубице и Генерала Милојка Лешјанина, са главним улазом у улици Генерала Милојка Лешјанина бр. 39. Зграда је оријентисна у правцу исток-запад, са главним прочељем окренутим ка западу и двориштем на истоку. Налази се на катастарској парцели 1080 КО Ниш „Бубањ“. У непосредној је близини главног нишког трга и унутар граница централног градског језгра.

## Урбанистички предуслови
Први урбанистички планови Ниша потичу из времена аустроурског рата 1683-1699. године, a затим након четрдесетак година, за време краткотрајне аустријске владавине, од 2. августа до 18. октобра 1737. године, када је настао  читав низ планова Тврђаве и Ниша у целини. Радили су их аустријски инжeњери и по правилу су доста тачни.
У моменту ослобођења од Турака остала је недирнута и неизмењена просторно-урбана структура оријенталног Ниша, као и његова архитектура. Ниш је у том периоду, у урбаном смислу оријентално – балканска варош, а у архитектонском -типично оријенталне архитектуре.
Веома значајне податке пружа чувени Винтеров пројекат за регулацију вароши Ниша урађен само осам месеци по уласку српске војске у Ниш (Дејановић и др. 1986). Овај план имао је одлучујућу улогу у будућем просторном изграђивању Ниша, око 80% касније изграђеног града у границама плана, реализовано је по замисли овог пројектанта.
У Нишу нису сачуване хомогене четврти, већ су нове грађевине подизане уз старе, или су старе рушене, а на њиховим местима подизане нове. Руководећа тежња градитеља Ниша у првом развојном периоду након ослобођења, 1878-1915. године, била је да улице буду праве и широке, и да се Ниш архитектонски и културно што више одвоји од оријенталног. Крупније урбанистичке и регулационе промене, којима ће се трансформисати урбанистички склоп вароши, наступају преко војске и успостављене администрације, али временом, утицај војске слаби, јача приватна воља, а културном улогом придошлица са севера постепено ће доћи до увођења европских грађевинских образаца на рачун оријенталних.
Период прелаза из 19. у 20. век, карактеристичан је по продору западних тенденција у грађевинарству и архитектури, продору стилова неокласицизма, академизма, нео-барока, понекада измешаних и на истој грађевини. Ове тенденције, испрва веома далеке и бледе, почињу јаче да се осећају са доласком страних инжењера и архитеката у Србију.
Кристалисање архитектуре за потребе на овом поднебљу, почело је тек са образовањем домаћих архитеката, мада опет у духу академске архитектуре који су студирали на различитим европским школама.

## Историјат настанка и намене
Не зна се тачно време настанка грађевине, као ни пројектант, али се може закључити да је то било пре 1903. године, вероватно на самом прелазу из 19. у 20. век. О времену настанка зграде закључујемо, између осталог, и на основу фотографије која је у власништву Народног музеја у Нишу, а у евиденцији  она се води као фотографија из 1903. године и објављена је у Нишком зборнику, број 5, из 1978. године, на којој је у првом плану улица Милојка Лешјанина и нова зграда у духу строгог прочишћеног академизма.
Недовољно је података о настанку зграде, али је познато да је пројектована за потребе Нишке банке, основане 1903. године.
Зграда је дограђена у периоду  између 1910. и 1914. године у стилу карактеристичном за рану сецесију. Тада је дограђен цео источни тракт, а  зграда је добила скоро симетричан изглед, а изграђене су бочне куле и велика купола на углу зграде изнад улазних врата.

#### Зграда између два светска рата
После 1925. године зграда је била изложена продаји. Како јер у то време за изградњу свог Дома било веома заинтересовано Удружење Нишке трговачке омладине, основано 1891. године од стране нишких трговаца, оно је зграду купило на лицитацији 12. јуна 1929. године од новца из фонда Нишке трговачке омладине.
У документима Архива постоји белешка са једне од скупштина Нишке трговачке омладине, да је управа чим је зграда прешла у својину Нишке трговачке омладине, предузела оправку зграде и закључила уговор о закупнини са командом 5. Армијске Области. Према званичном саопштењу зграда Нишке банке је купљена 29. јула 1929. године, а већ 30. јула 1929. године су Нишка трговачка омладина и 5. Армијска Област закључиле уговор о закупу зграде, бивше својине Нишке Банке А.Д. на осам месеци: од 1. августа 1929. до 1. априла 1930. године. Овај уговор је касније продужаван још неколико пута. Нишка трговачка омладина је свој Трговачки Дом добила тек доста касније, након отплате дугова.
Просторије зграде коришћене су за школу, књижару и читаоницу, клуб „Трговачки помоћник“ и културно-уметничку групу „Јединство“.
Од децембра 1939. године, школски део зграде преузела је Дирекција државних железница, а 1940. године у њу се опет уселила Пета армијска област.

### Зграда после Другог светског рата
Период после Другог светског рата представља период активне заштите градитељског наслеђа. Ово раздобље доноси даљу еволуцију научне заштите градитељског и културног наслеђа.   Након завршетка Другог светског рата  (тачније 1946. године), зграда је враћена Нишкој трговачкој омладини и добила је функцију Трговачког дома. Како је била доста оштећена услед бомбардовања Ниша. Према подацима из документације нишког Завода, пројекат радова на санацији зграде израдио је један од значајнијих архитеката тог доба у Нишу, Александар Медведев. Радови на санацији обухватали су препокривање крова, презиђивање

## Изградња Дома
Изградња Дома одвијала су у две фазе.

### Прва фаза
Зграда се састоји од  масивних конструктивних елемената и распореда просторија, која је према мишљењу архитеката грађена у више фаза. Када је направљена, зграда је имала прилично другачији изглед од данашњег (другачијег облика у основи и мање површине, са само западним трактом, који се данас пружа дуж улице Кнегиње Љубице). Није имала куполу и бочне куле и била је сведенијих контура.
Првобитна грађевина је прављена као спратна зграда са централно постављеним пролазом ка унутрашњем дворишту, који физички потпуно дели простор у приземљу на две засебне целине, док је на спрату цео простор јединствена целина.
Облик зграде наметнуо је распоред улица које су се још тада пружале истим правцима и у истом габариту, и зато зграда прати правце пружања улица, са  кратким закошеним делом на самом углу, намењеном за улазна врата у јавни део банке.

### Друга фаза
Непознато је када се приступило другој фази изградње објекта, али се на основу података из нишког Архива закључује да је обимна доградња зграде спроведена између 1910. и 1914. године у стилу карактеристичном за рану сецесију, која је у Нишу нашла примену у периоду од 1903. до 1914. године.  На основу овога закључак је, да је реконструкција зграде извршена пре Првог светског рата.
Тада је дограђен цео источни тракт. Доградњом  зграда је добила скоро симетричан изглед, а изграђене су бочне куле и велика купола на углу изнад улазних врата. Тимпанони који су постојали изнад прозора у приземљу су скинути и приземље је добило другачију обраду. У малтеру су израђене плитке нутне, које симулирају фасаду грађену од правилних квадера камена тесаника. На спрату су задржани пиластри у малтеру уз прозоре, али су им промењени капители и постављени су нови префабриковани са флористичким  мотивима, као и тимпанони и самарице око прозора.  Према мишљењу Иване Цветковић из нишког Завода за заштиту споменика културе Ниш: 
Приликом ове интервенције архитекта је на веома дискретан начин направио савршени спој старог и новог објекта, тако да је гледано са улица немогуће уочити разлику. Након прве интервенције зграда добија симетричан, монументалнији облик, а фасаде ка улицама добијају потпуно нови, китњастији изглед. Нова улична фасада је са разигранијим декоративним елементима у односу на првобитну, рађену у духу строгог академизма.

## Ревитализација Дома
Пратећи трендове у свету и у Србији долази до оснивања Завода за заштиту и научног проучавања споменика културе, да би 1966. године био основан и Завод за заштиту споменика културе Ниш који почиње да израђује веома значајне студије и предлоге мера заштите урбаног језгра града, или бар оног дела града који је остао сачуван. Данашње тежње у заштити културног наслеђа, огледају се у развијању система активне заштите и одрживог развоја. Наслеђе се посматра, не као пасивни споменик, већ као организам који ће својом функцијом допринети квалитетнијем животу града. Град представља огледало друштвеног живота и израз разноликости његове културе, историје и традиције. Историјски град бољи је и снажнији од свега другог, јер сталним присуством времена у својим структурама, материјалима и традицијама ствара код данашњих људи визуелну спону са њиховим коренима.
Приликом одређивања адекватне намене за ревитализацију овог дела грађевине, основни циљ био је укључивање зграде у савремене токове и истицање значаја објекта. Обнова грађевине имала би шири значај за целокупно подручје градског језгра, пошто би се формирао нови простор јавног садржаја. Идеја је да простор буде јавног карактера, отворен за изнајмљивање у најразноврсније сврхе: различите презентације пословног, едукативног, културног и др. садржаја, затим за потребе конференција за штампу, већих пословних и међународних састанака, научних и стручних скупова, пројекције филмова, организовање модних ревија и других културних дешавања, до могућности поставке мале сцене за представе или концерте мањег обима. Унутрашњост је замишљена као велики, скоро у потпуности визуелно отворен простор, са сведеним, минималистичким дизајном ентеријера, како би се нагласила његова интерактивност.